# Henri Montan Berton

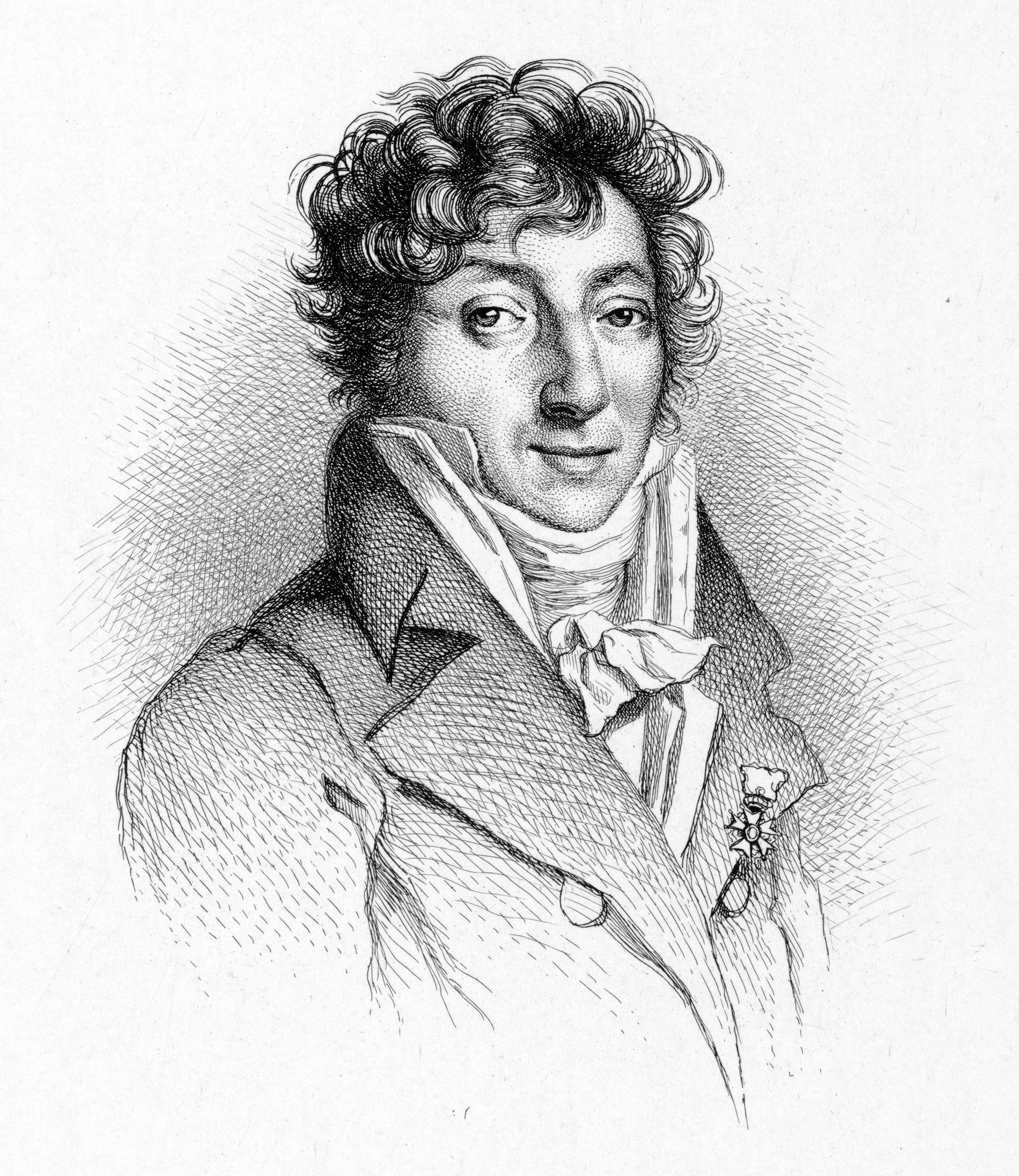
Henri Montan Berton

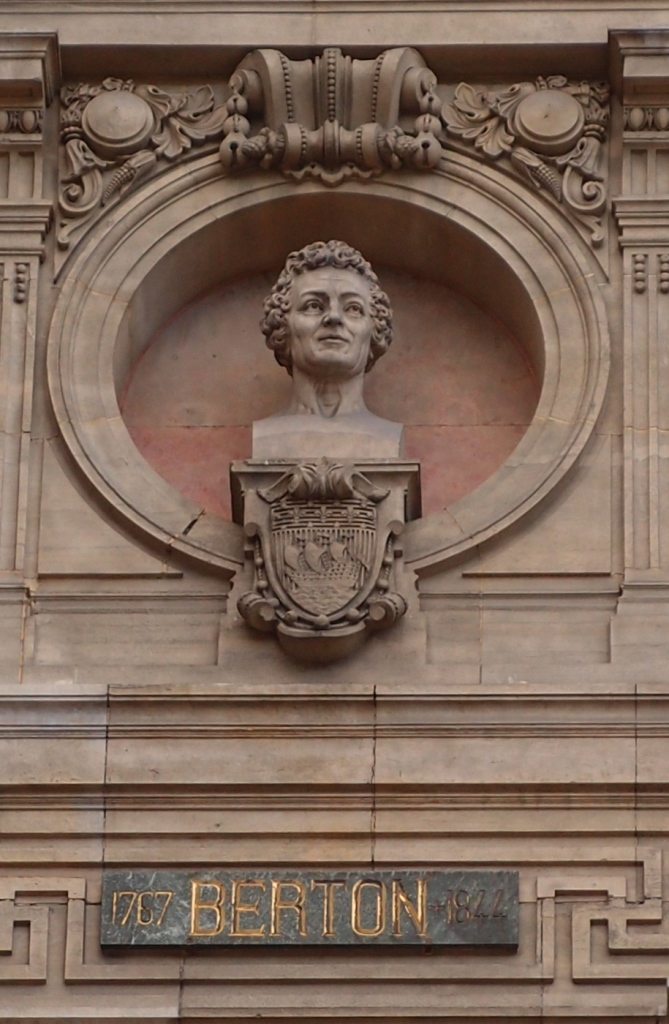
Büste von Henri Montan Berton an der Opéra Garnier in Paris

Henri Montan Berton (* 17. September 1767 in Paris; † 22. April 1844 ebenda) war ein französischer Komponist.

## Leben und Wirken
Bertons Vater, Pierre-Montan Berton, war ebenfalls Komponist und Direktor an der Pariser Oper. Die wichtigsten Lehrer von Henri Montan Berton waren Jean-Baptiste Rey und später Antonio Sacchini. 
Berton versuchte sich während der Revolutionszeit im neu aufgekommenen Genre der dramatischen Rettungs- und Befreiungsoper. Im Jahre 1795 erhielt er eine Professur am Pariser Konservatorium und unterrichtete dort Harmonielehre. 1807 wurde er Kapellmeister an der Komischen Oper. Zwei Jahre später leitete Berton den Chor an der Pariser Oper. 1817 kehrte er wieder an das Konservatorium zurück und unterrichtete nun auch Kompositionslehre.
Bertons Kompositionen umfassen 48 Opern, 4 Ballette, 5 Oratorien, Kantaten, Messen und Instrumentalwerke. Seine 1823 aufgeführte Oper Virginie zählt zu den Glanzstücken seines Schaffens. Die Bühnenwerke des Komponisten gelten als Vorläufer der Romantik.